# Ahn Pan-seok
Ahn Pan-seok (en hangul, 안판석; 20 de octubre de 1961) es un director de televisión surcoreano. Ha dirigido, entre otras, las series Heard It Through the Grapevine (2015), Something in the Rain (2018), Una noche de primavera (2019), El romance de medianoche en hagwon (2024) y The Art of Negotiation (2025). Está considerado como un director que más allá del género sabe introducir en sus trabajos un cierto tono crítico y un apego por las historias realistas.

## Vida personal
Nació en Seúl en 1961, quinto hijo de la familia. Aficionado a la lectura desde muy joven, se ganó el apodo de «Piedra durmiente» en la escuela secundaria porque tras robarle horas al sueño por las noches para seguir leyendo, se quedaba dormido sentado al pupitre.
Se graduó en Lengua y Literatura Inglesas en la Universidad Sejong.

## Estilo de dirección
La obra de Ahn se ha caracterizado por su interés en reflejar hechos y situaciones realistas (frente a lo habitual en el drama coreano), y por la manera aguda en que señala algunos de los problemas latentes en la sociedad surcoreana. Entre ellos, el papel de la mujer en la sociedad y la familia, los valores sociales aceptados solo por ser tradicionales, el ambiente laboral, la presión académica sobre los jóvenes, el valor de la autoridad, etc. Un ejemplo de lo primero está en la serie Ajumma, de 2000-2001. Es la historia de un ama de casa que se vale por sí misma, y critica las pretensiones intelectuales de su marido profesor, algo que desafiaba los estándares de la época. En otras ocasiones, se muestra un elemento recurrente en su filmografía, como es la gran diferencia de edad entre las dos partes de una relación amorosa (por ejemplo, en Secret Affair, de 2014), algo que también choca con lo aceptado socialmente, sobre todo entre las generaciones mayores. Ahn se cuida de que sus personajes no estén cortados por un patrón permanente: no son «buenos» o «malos» todo el tiempo, sino que cambian a lo largo de la trama. En este sentido, huye de los arquetipos y trata de crear personas, con sus contradicciones y su propia evolución y crecimiento.
Ahn es famoso por planificar meticulosamente la composición de cada escena y filmar solo lo absolutamente necesario en el set. Cree que el 99 % de la producción dramática se basa en las humanidades («el drama es una historia sobre la vida de las personas») y la literatura, de modo que se prepara con la lectura continua de obras literarias, y también de la prensa diaria. Ha eliminado «la práctica incorrecta de tomar múltiples tomas de una escena, incluyendo tomas de cuerpo completo, parte superior del cuerpo y primeros planos», lo que aligera mucho la carga de trabajo de reparto técnico y artístico; así, Jung Hae-in se quedó sorprendido durante el rodaje de Something in the Rain, el primero en el que, según dijo, lograba dormir siete u ocho horas diarias.
A lo largo de su carrera ha incorporado a los repartos a un gran número de actores, desconocidos en ese momento pero de gran competencia, y que han podido brillar con él. Se ha llegado a hablar de una «división Pan-seok» para aludir los más habituales: Gil Hae-yeon en siete obras del director, Seo Jeong-yeon y Jang So-yeon en seis; Kim Jong-tae, Park Hyuk-kwon, Oh Man-seok, Kim Chang-wan, Jeon Seok-chan, Heo Jeong-do y Jang Hyeon-seong en cinco; Kim Jeong-yeong, Kim Song-il, Yoon Bok-in, Lee Moo-saeng, Lee Yoon-jae y Lee Hwa-ryong en cuatro; Baek Ji-won, Joo Min-kyung y Lee Soon-jae en tres, entre otros.

## Carrera

### Primeros pasos: MBC, 1987-2003
Fue contratado por el canal MBC en 1987, y allí trabajó en el departamento de producción dramática como asistente de dirección en Humble Men y My Mother's Sea. Debutó como director en 1994 con Love Greetings, un telefilme de la serie MBC Best Theater.
En enero de 2003 renunció al trabajo que había desempeñado durante quince años en MBC, y comenzó su carrera como director independiente presentando A Problem at My Younger Brother's House en SBS.
Su único trabajo en cine fue la dirección del filme Over the Border, que trata el tema de los desertores norcoreanos que llegan a vivir en Corea del Sur. Rodado en el segundo semestre de 2005 y estrenado en 2006, fue un fracaso de taquilla pese a ser objeto de críticas positivas. Ahn se auguraba en las entrevistas de presentación del filme que este no fuera el último de su carrera, pero después esta prosiguió exclusivamente en televisión.
En 2007, la serie Behind the White Tower, dirigida por Ahn para MBC, supuso la introducción de algunas innovaciones en el género del drama coreano, un producto televisivo hasta entonces dominado por el melodrama y el drama de época. Entre aquellas, la ausencia del triángulo amoroso que servía como motor de la acción, o la de personajes femeninos caracterizados solo por su juventud y belleza. También la preponderancia de actores veteranos en los papeles principales, para este drama que, ambientado en un hospital, fue más político que médico al centrarse en las luchas de poder entre los personajes, caracterizados por una ambición sin límites. La serie fue seleccionada como la mejor del año en varias encuestas.

### Como director independiente (2003-2019)
En 2007 asumió el papel de codirector ejecutivo cuando se lanzó la compañía de producción dramática Drama House. Intentó preparar otro proyecto cinematográfico, pero sin éxito.
Fuera ya de MBC y olvidada al menos temporalmente la ambición de dirigir cine, Ahn volvió a trabajar para diversos canales. En 2011 nació el canal JTBC, y Ahn fue de los primeros en trabajar en él. En 2012 y 2014 colaboró con la guionista Jeong Seong-ju en dos obras, How Long I've Kissed y Secret Affair. Ahn y Jeong habían trabajado juntos ya muchos años antes (en Roses and Bean Sprouts, de 1999, y Ajumma, de 2000), y según el director comparten una perspectiva del mundo muy similar. Estas dos series se distinguen por una fuerte impronta de crítica social, al presentar el clasismo que pervive en el país, la importancia del dinero, la vana ambición de muchos y la hipocresía que caracteriza a las clases elevadas. En ambas aparece un motivo recurrente en las tramas del director: el romance entre una mujer de mediana edad y un hombre mucho más joven. Por la segunda fue galardonado como mejor director de televisión en los 50.os Premios Baeksang Arts.
En 2013 la serie de JTBC The End of the World fue acogida con favor por la crítica (uno de cuyos representantes llegó a hablar de «obra maestra oculta») pero no así por el público, de modo que el canal cambió su frecuencia de emisión buscando elevar los índices de audiencia, y finalmente recortó los veinte capítulos previstos a solo doce. El tema, una misteriosa enfermedad infecciosa que amenaza a la humanidad, hace prever que se trate de una serie de catástrofes, pero se acerca más a un drama de acusación social que critica el absurdo del sistema burocrático coreano. Y, como es habitual en Ahn, se presta mucha atención a los aspectos humanos y a la fidelidad y el realismo con que se presentan, en este caso el funcionamiento de los distintos cuerpos e instituciones que intervienen en la lucha contra este virus.
Originalidad, sentido crítico y realismo también definen la serie de 2015 Heard It Through the Grapevine, treinta episodios que alcanzaron un notable éxito de audiencia, con índices nacionales que oscilaron alrededor del 10 %. La intención de Ahn fue «criticar la vulgaridad de aquellos en el poder de los que solo escuchamos a través de rumores», así como protestar por los episodios de abusos y acoso escolar cometidos por jóvenes de familias adineradas y de los que se hacía eco la prensa por esos años: y es que «los dramas deben abordar y expresar la actualidad». El director contó con su grupo de actores habituales, conocidos como la «división Ahn Pan-seok» (como Gil Hae Yeon, Jang So-yeon y Kim Jong-tae) todos ellos de larga experiencia en la profesión y sólido desempeño. La obra es una comedia negra que satiriza la hipocresía de las clases altas del país, pero muestra también la vulgaridad de las clases bajas, y se cuida bien de terminar al estilo clásico, con el triunfo del bien, sino que su director se inclina por un cierre más realista marcado por la ambigüedad. La crítica elogió tanto la dirección y la trama como las actuaciones de protagonistas y secundarios.
Entre 2018 y 2019 dirigió dos series, Something in the Rain (con la que volvió a MBC después de doce años) y Una noche de primavera, muy relacionadas entre sí y caracterizadas por el resalte que dan a la protagonista femenina. Según el propio Ahn, «las mujeres son más importantes [...] nuestra sociedad aún les dificulta la vida. Cuando escribes un drama, una película o una novela, el personaje principal es alguien que tiene dificultades para vivir. Por eso las mujeres son los personajes principales. Sus vidas son difíciles». En ambas la protagonista debe vencer todo tipo de resistencias familiares y sociales para sacar adelante una relación amorosa con un hombre más joven, y en la segunda además padre soltero. El protagonista masculino fue en las dos Jung Hae-in, las femeninas fueron Son Ye-jin y Han Ji-min. Además del director, ambas series comparten la guionista, y buena parte de los actores secundarios y del equipo técnico.

### De vuelta a la dirección:El romance de medianoche en hagwonyThe Art of Negotiation(2024-2025)
Después de Una noche de primavera Ahn se tomó cinco años de descanso, en parte por motivos de salud. La serie de 2024 El romance de medianoche en hagwon nació de una colaboración con la guionista Park Hyun-hwa, a quien había conocido a través de Open, un programa lanzado por CJ ENM en 2017 para descubrir y promocionar a nuevos creadores. A partir de un primer boceto desarrollaron una serie de dieciséis capítulos con nuevos personajes, cuyo tema central es la relación entre una profesora de academia y un nuevo profesor que diez años antes había sido su alumno. Según Ahn, la serie se creó capítulo a capítulo, sin decidir el desarrollo de antemano, con la idea de que «se necesita mucho tiempo para conocer a una persona». De nuevo, como en anteriores trabajos del director Ahn, existe una notable diferencia de edad entre el personaje femenino, unos diez años mayor, y el masculino. Pero también se ponen de relieve temas como el mundo de las academias privadas (bien conocido por la guionista, que enseñó también en una), el valor de la educación y la naturaleza del éxito personal. Los protagonistas fueron Jung Ryeo-won y Wi Ha-joon, y la producción tuvo una buena acogida por parte del público.
El romance de medianoche en hagwon dio lugar, sin embargo, a una controversia causada por la inclusión de una escena en la que la protagonista conducía su automóvil después de haber bebido alcohol. La conducción en estado de ebriedad es una cuestión que parte de la opinión pública surcoreana trata con gran rigor, por lo que muchos espectadores llegaron a protestar en las redes sociales contra la serie y contra el canal tvN, e incluso algún medio llegó a juzgar toda la obra como un fracaso de su director por esa sola escena.
Al año siguiente Ahn presentó un género diverso en The Art of Negotiation, un drama de JTBC sobre procesos y dinámicas empresariales que arrancó con un 3,3 % de audiencia y que al cuarto episodio había casi doblado con un 7,1 %. Como es habitual en Ahn, no se limita a la trama en sí, una sucesión de intrigas sobre fusiones corporativas, sino que presta mucha atención al lado humano, a las relaciones entre las personas.

## Filmografía

### Cine
| Año  | Título          | Hangul      | Notas                       | Ref.         |
| ---- | --------------- | ----------- | --------------------------- | ------------ |
| 2006 | Over the Border | 국경의 남쪽 | Debut como director de cine | [ 7 ] [ 28 ] |

### Series de televisión
| Año     | Título                                  | Canal | Notas                                 | Ref.          |
| ------- | --------------------------------------- | ----- | ------------------------------------- | ------------- |
| 1990    | My Friend's Angel                       | MBC   | Drama especial en dos partes          |               |
| 1991    | Humble Men                              | MBC   | Asistente de dirección                |               |
| 1993    | My Mother's Sea                         | MBC   | Asistente de dirección                |               |
| 1994    | Love Greetings                          | MBC   | MBC Best Theater, debut como director | [ 4 ]         |
| 1994    | To Mr. Lee Jong-beom                    | MBC   | MBC Best Theater                      |               |
| 1994    | He Lives in Nokcheon                    | MBC   | MBC Best Theater                      |               |
| 1994    | Did Mom Love That Person?               | MBC   | MBC Best Theater                      |               |
| 1994-98 | Partner                                 | MBC   |                                       |               |
| 1997    | On Line 2's Platform                    | MBC   | MBC Best Theater                      |               |
| 1997    | Yesterday                               | MBC   |                                       |               |
| 1998    | Subway Pervert Report                   | MBC   | MBC Best Theater                      |               |
| 1998    | The King and I                          | MBC   | MBC Best Theater                      |               |
| 1998    | Living with the Enemy: Bear and Fox     | MBC   |                                       |               |
| 1998    | Shy Lovers                              | MBC   |                                       |               |
| 1998    | My Soulmate Park Soon-jung              | MBC   | MBC Best Theater                      |               |
| 1999    | Roses and Bean Sprouts                  | MBC   |                                       | [ 17 ]        |
| 2000-01 | Ajumma                                  | MBC   |                                       | [ 3 ]         |
| 2002    | I Love You, Hyun-jung                   | MBC   |                                       | [ 29 ]        |
| 2003-04 | A Problem at My Younger Brother's House | SBS   |                                       |               |
| 2007    | Behind the White Tower                  | MBC   |                                       | [ 10 ]        |
| 2012    | How Long I've Kissed                    | JTBC  |                                       | [ 30 ] [ 31 ] |
| 2013    | The End of the World                    | JTBC  |                                       | [ 14 ] [ 32 ] |
| 2014    | Secret Affair                           | JTBC  |                                       | [ 3 ] [ 33 ]  |
| 2015    | Heard It Through the Grapevine          | SBS   |                                       | [ 34 ] [ 35 ] |
| 2018    | Something in the Rain                   | JTBC  |                                       | [ 36 ]        |
| 2019    | Una noche de primavera                  | MBC   |                                       | [ 19 ] [ 21 ] |
| 2024    | El romance de medianoche en hagwon      | tvN   |                                       | [ 37 ] [ 22 ] |
| 2025    | The Art of Negotiation                  | JTBC  |                                       | [ 27 ]        |

## Premios y nominaciones
| Año  | Premios                        | Categoría                    | Papel                          | Resultado | Ref.          |
| ---- | ------------------------------ | ---------------------------- | ------------------------------ | --------- | ------------- |
| 2007 | 43.os Premios Baeksang Arts    | Mejor director de televisión | Behind the White Tower         | Ganador   | [ 38 ]        |
| 2014 | 50.os Premios Baeksang Arts    | Mejor director de televisión | Secret Affair                  | Ganador   | [ 39 ] [ 40 ] |
| 2015 | 4.os Premios CARI K Drama      | Mejor director de televisión | Heard It Through the Grapevine | Ganador   |               |
| 2019 | 23.os Premios Asian Television | Mejor director de televisión | Something in the Rain          | Nominado  | [ 41 ]        |